# Thaumasia marginella
Thaumasia marginella är en spindelart som först beskrevs av Carl Ludwig Koch 1847.  Thaumasia marginella ingår i släktet Thaumasia och familjen vårdnätsspindlar. Inga underarter finns listade i Catalogue of Life.